# Pogonowithius donisi
Pogonowithius donisi es una especie de arácnido del orden Pseudoscorpionida de la familia Withiidae.

## Distribución geográfica
Se encuentra en la República Democrática del Congo.